# Liste der Baudenkmale in Wehdel (Badbergen)
In der Liste der Baudenkmale in Wehdel sind die Baudenkmale der niedersächsischen Ortschaft Wehdel der Gemeinde Badbergen aufgelistet. Die übrigen Ortsteile sind in eigenständigen Listen aufgeführt.
Die Quelle der Baudenkmale ist der Denkmalatlas Niedersachsen. Der Stand der Liste ist der 10. Dezember 2024.

## Allgemein
In den Spalten befinden sich folgende Informationen:
- Lage: die Adresse des Baudenkmales und die geographischen Koordinaten. Kartenansicht, um Koordinaten zu setzen. In der Kartenansicht sind Baudenkmale ohne Koordinaten mit einem roten Marker dargestellt und können in der Karte gesetzt werden. Baudenkmale ohne Bild sind mit einem blauen Marker gekennzeichnet, Baudenkmale mit Bild mit einem grünen Marker.
- Bezeichnung: Bezeichnung des Baudenkmales
- Beschreibung: die Beschreibung des Baudenkmales. Unter § 3 Abs. 2 NDSchG werden Einzeldenkmale und unter § 3 Abs. 3 NDSchG Gruppen baulicher Anlagen und deren Bestandteile ausgewiesen.
- ID: die Objekt-ID des Baudenkmales
- Bild: ein Bild des Baudenkmales, ggf. zusätzlich mit einem Link zu weiteren Fotos des Baudenkmals im Medienarchiv Wikimedia Commons. Wenn man auf das Kamerasymbol klickt, können Fotos zu Baudenkmalen aus dieser Liste hochgeladen werden:

## Wehdel

### Gruppe: Hof Göhlinghorst
Die Gruppe „Hof Göhlinghorst“ ist eine offene Hofanlage mit umgebenden hohen Eichen. Die Gruppe hat die ID 45256285.

| Lage                                      | Bezeichnung              | Beschreibung | ID       | Bild |
| ----------------------------------------- | ------------------------ | --- | -------- | ---- |
| Burlager Weg 5 52° 36′ 52″ N, 8° 2′ 36″ O | Wohn-/Wirtschaftsgebäude | Das Zweiständer-Hallenhaus wurde 1686 unter einem Satteldach errichtet und 1793 umgebaut. Der Wirtschaftsgiebel kragt dreifach, der Wohngiebel zweifach vor.     | 45256383 | BW   |
| Burlager Weg 5 52° 36′ 51″ N, 8° 2′ 37″ O | Scheune                  | Die Fachwerkscheune mit drei Durchfahrten wurde 1773 unter einem Satteldach errichtet. Ein Giebel kragt dreifach, der andere zweifach vor.                       | 45256411 | BW   |
| Burlager Weg 5 52° 36′ 51″ N, 8° 2′ 35″ O | Stall                    | Der Fachwerkstall wurde 1881 errichtet, vor 2002 mit Genehmigung abgebrochen und sodann aus dem Denkmalverzeichnis entfernt.                                     | 45256487 | BW   |
| Burlager Weg 5 52° 36′ 51″ N, 8° 2′ 35″ O | Speicher                 | Der zweigeschossige Fachwerkspeicher wurde 1803 errichtet. | 45256449 | BW   |
| Burlager Weg 5 52° 36′ 51″ N, 8° 2′ 33″ O | Wagenschauer/Remise      | Der um 1900 als Fachwerkkonstruktion errichtete Wagenschauer steht unter einem Satteldach. Die Giebel kragen zweifach vor.                                       | 45256515 | BW   |
| Burlager Weg 5 52° 36′ 52″ N, 8° 2′ 33″ O | Nebengebäude             | Der Fachwerkschuppen wurde 1937 unter einem Pultdach errichtet. Nachdem das Gebäude abgebrochen worden war, wurde es 2022 aus dem Denkmalverzeichnis gestrichen. | 45258457 | BW   |

### Gruppe: Hof Reinermann
Die Gruppe „Hof Reinermann“ ist eine dreiseitige Hofanlage mit einem hohen Baumbestand. Die Gruppe hat die ID 45258165.

| Lage                                           | Bezeichnung              | Beschreibung | ID       | Bild |
| ---------------------------------------------- | ------------------------ | --- | -------- | ---- |
| Dinklager Straße 37 52° 38′ 16″ N, 8° 1′ 41″ O | Wohn-/Wirtschaftsgebäude | Das Zweiständer-Hallenhaus wurde 1732 unter einem Satteldach errichtet und 1813 umgebaut. Das Kerngerüst konnte auf 1465 datiert werden. Wohn- und Wirtschaftsgiebel kragen jeweils zweifach vor. | 45258191 | BW   |
| Dinklager Straße 37 52° 38′ 15″ N, 8° 1′ 42″ O | Scheune                  | Die Fachwerkscheune wurde 1743 (vermutlich aus Hölzern eines Vorgängerbaus von 1724) errichtet und 1852 umgebaut. Beide Giebel kragen zweifach vor.                                               | 45258213 | BW   |
| Dinklager Straße 37 52° 38′ 16″ N, 8° 1′ 43″ O | Stall                    | Der Stall ist in Backsteinbauweise errichtet worden. | 45258296 | BW   |
| Dinklager Straße 37 52° 38′ 16″ N, 8° 1′ 43″ O | Backhaus                 | Das Fachwerkgebäude wurde als Backhaus unter einem Satteldach errichtet. Der Backofen wurde entfernt.                                                                                             | 45258237 | BW   |
| Dinklager Straße 37 52° 38′ 15″ N, 8° 1′ 40″ O | Wagenschauer/Remise      | Der Wagenschauer wurde als Fachwerkkonstruktion um 1900 errichtet. | 45258265 | BW   |
| Dinklager Straße 37 52° 38′ 16″ N, 8° 1′ 42″ O | Nebengebäude             | Der Schuppen wurde in Fachwerk ausgeführt. | 45258319 | BW   |

### Gruppe: Hof Große Borgstede
Die Gruppe „Hof Große Borgstede“ ist eine dreiseitige Hofanlage mit einem hohen Baumbestand und einer Alleezufahrt. Die Gruppe hat die ID 45288521.

| Lage                                          | Bezeichnung              | Beschreibung | ID       | Bild |
| --------------------------------------------- | ------------------------ | --- | -------- | ---- |
| Große Borgstede 16A 52° 39′ 0″ N, 8° 1′ 16″ O | Wohn-/Wirtschaftsgebäude | Das Zweiständer-Hallenhaus wurde 1711 unter einem Satteldach errichtet und 1873 umgebaut. Das Wohnhaus wurde im rechten Winkel angebaut. Der Wirtschaftsgiebel kragt dreifach vor. | 45288552 | BW   |
| Große Borgstede 16A 52° 39′ 0″ N, 8° 1′ 17″ O | Scheune                  | Die Fachwerkscheune wurde unter einem Satteldach errichtet. Ein Giebel kragt zweifach vor.                                                                                         | 45288591 | BW   |
| Große Borgstede 16A 52° 39′ 1″ N, 8° 1′ 17″ O | Stall                    | Der Fachwerkstall steht unter einem Satteldach. | 45288613 | BW   |
| Große Borgstede 16A 52° 39′ 1″ N, 8° 1′ 17″ O | Backhaus                 | Das anderthalbgeschossige Fachwerkgebäude wurde 2017 oder davor abgebrochen und damit aus dem Denkmalverzeichnis gestrichen.                                                       | 45288646 | BW   |
| Große Borgstede 16A 52° 39′ 2″ N, 8° 1′ 19″ O | Zufahrt                  | Der Stichweg führt unter dem hohen Baumbestand zur Hofanlage. | 45503279 | BW   |

### Gruppe: Hof Kahmann
Die Gruppe „Hof Kahmann“ ist eine mehrseitige und umschlossene Hofanlage mit einem hohen Baumbestand und einem Ziergarten. Die Gruppe hat die ID 45260594.

| Lage                                      | Bezeichnung              | Beschreibung | ID       | Bild |
| ----------------------------------------- | ------------------------ | --- | -------- | ---- |
| Heller Weg 11a 52° 37′ 13″ N, 8° 2′ 6″ O  | Wohn-/Wirtschaftsgebäude | Das Zweiständer-Hallenhaus wurde 1825 unter einem Satteldach errichtet. Der Wirtschaftsgiebel kragt dreifach, der Wohngiebel zweifach vor. | 45260687 | BW   |
| Heller Weg 11a 52° 37′ 12″ N, 8° 2′ 5″ O  | Scheune                  | Die Fachwerkscheune mit drei Querdurchfahrten wurde im 19. Jahrhundert errichtet.                                                          | 45260884 | BW   |
| Heller Weg 11a 52° 37′ 12″ N, 8° 2′ 4″ O  | Scheune                  | Die Fachwerkscheune mit Querdurchfahrten wurde 1820 errichtet.                                                                             | 45260949 | BW   |
| Heller Weg 11a 52° 37′ 13″ N, 8° 2′ 5″ O  | Stall                    | Der Fachwerkstall mit Zwerchgiebel steht unter einem Satteldach.                                                                           | 45260977 | BW   |
| Heller Weg 11a 52° 37′ 12″ N, 8° 2′ 7″ O  | Stall                    | Der Backsteinstall besteht aus einem Kuhstall mit Melkerhaus und wurde 1903 errichtet.                                                     | 45261005 | BW   |
| Heller Weg 11a 52° 37′ 13″ N, 8° 2′ 9″ O  | Speicher                 | Der anderthalbgeschossige Fachwerkspeicher wurde 1618 unter einem Satteldach errichtet.                                                    | 45260722 | BW   |
| Heller Weg 11a 52° 37′ 12″ N, 8° 2′ 8″ O  | Speicher                 | Der zweigeschossige Fachwerkspeicher wurde 1682 unter einem Satteldach errichtet.                                                          | 45260751 | BW   |
| Heller Weg 11a 52° 37′ 12″ N, 8° 2′ 10″ O | Backhaus                 | Das eingeschossige Fachwerkgebäude wurde 1717 unter einem Satteldach errichtet.                                                            | 45260782 | BW   |
| Heller Weg 11a 52° 37′ 12″ N, 8° 2′ 4″ O  | Wagenschauer/Remise      | Das Fachwerkgebäude mit drei Quereinfahrten wurde 1904 errichtet.                                                                          | 45260923 | BW   |
| Heller Weg 11a 52° 37′ 13″ N, 8° 2′ 8″ O  | Nebengebäude             | Das als Fachwerkgebäude errichtete frühere Trockenhaus ist zu Wohnzwecken umgenutzt worden.                                                | 45261031 | BW   |

### Gruppe: Hof Sander
Die Gruppe „Hof Sander“ ist eine mehrseitige und früher umschlossene Hofanlage mit einem hohen Baumbestand. Die Gruppe hat die ID 45288712.

| Lage                                            | Bezeichnung              | Beschreibung | ID       | Bild |
| ----------------------------------------------- | ------------------------ | --- | -------- | ---- |
| Lechterker Straße 19 52° 38′ 39″ N, 8° 1′ 29″ O | Wohn-/Wirtschaftsgebäude | Das Zweiständer-Hallenhaus wurde 1830 unter einem Satteldach errichtet. Der Wirtschaftsgiebel kragt dreifach, der Wohngiebel zweifach vor.                                         | 45288770 | BW   |
| Lechterker Straße 19 52° 38′ 39″ N, 8° 1′ 30″ O | Scheune                  | Die Fachwerkscheune mit zwei Quereinfahrten wurde 1833 errichtet. Beide Giebel kragen zweifach vor.                                                                                | 45288800 | BW   |
| Lechterker Straße 19 52° 38′ 40″ N, 8° 1′ 29″ O | Scheune                  | Die Fachwerkscheune mit drei Quereinfahrten wurde im 18. Jahrhundert errichtet. Der Vordergiebel kragt dreifach vor.                                                               | 45288823 | BW   |
| Lechterker Straße 19 52° 38′ 39″ N, 8° 1′ 28″ O | Stall                    | Der massive Stallbau wurde im 20. Jahrhundert errichtet. | 45288872 | BW   |
| Lechterker Straße 19 52° 38′ 39″ N, 8° 1′ 28″ O | Speicher                 | Der zweigeschossige Fachwerkspeicher wurde 1738 unter einem Satteldach errichtet. Der Vordergiebel kragt dreifach, der Rückgiebel zweifach vor.                                    | 45288849 | BW   |
| Lechterker Straße 19 52° 38′ 40″ N, 8° 1′ 30″ O | Wagenschauer/Remise      | Der als Fachwerkkonstruktion errichtete Wagenschauer wurde im 20. Jahrhundert gebaut. Wegen Veränderungen wurde der Wagenschauer ab 2017 nicht mehr im Denkmalverzeichnis geführt. | 45288892 | BW   |

### Gruppe: Hof Kleine Karrenkamp
Die Gruppe „Hof Kleine Karrenkamp“ ist eine mehrseitige Hofanlage mit Garten und einem hohen Baumbestand. Die Gruppe hat die ID 45292563.

| Lage                                            | Bezeichnung              | Beschreibung | ID       | Bild |
| ----------------------------------------------- | ------------------------ | --- | -------- | ---- |
| Lechterker Straße 38 52° 38′ 41″ N, 8° 1′ 30″ O | Wohn-/Wirtschaftsgebäude | Das Zweiständer-Hallenhaus wurde 1746 unter einem Satteldach errichtet. Der Wirtschaftsgiebel kragt dreifach, der Wohngiebel zweifach vor. | 45292577 | BW   |
| Lechterker Straße 38 52° 38′ 41″ N, 8° 1′ 28″ O | Scheune                  | Die Fachwerkscheune wurde wohl Ende des 18. Jahrhunderts errichtet.                                                                        | 45292613 | BW   |
| Lechterker Straße 38 52° 38′ 42″ N, 8° 1′ 30″ O | Stall                    | Der Fachwerkstall steht unter einem Satteldach.                                                                                            | 45292993 | BW   |

### Gruppe: Hof Meyer zu Wedel
Die Gruppe „Hof Meyer zu Wedel“ ist eine mehrseitige und umschlossene Hofanlage mit einem hohen Baumbestand. Die Gruppe hat die ID 45293755.

| Lage                                   | Bezeichnung              | Beschreibung | ID       | Bild |
| -------------------------------------- | ------------------------ | --- | -------- | ---- |
| Meyerhof 1A 52° 37′ 57″ N, 8° 1′ 37″ O | Wohn-/Wirtschaftsgebäude | Das Vierständer-Hallenhaus wurde 1792 unter einem Satteldach errichtet. Wohn- und Wirtschaftsgiebel kragen jeweils dreifach vor.                                  | 45293847 | BW   |
| Meyerhof 1A 52° 37′ 57″ N, 8° 1′ 40″ O | Scheune                  | Die Fachwerkscheune mit vier Querdurchfahrten wurde 1877 errichtet und 1952 umgebaut.                                                                             | 45293973 | BW   |
| Meyerhof 1A 52° 37′ 57″ N, 8° 1′ 34″ O | Stall                    | Der Fachwerkstall wurde unter einem Satteldach errichtet. | 45294019 | BW   |
| Meyerhof 1A 52° 37′ 58″ N, 8° 1′ 38″ O | Stall                    | Der Fachwerkstall wurde unter einem Satteldach errichtet. | 45293878 | BW   |
| Meyerhof 1A 52° 37′ 56″ N, 8° 1′ 38″ O | Stall                    | Der Fachwerkstall wurde als Backsteingebäude errichtet. | 45293999 | BW   |
| Meyerhof 1A 52° 37′ 56″ N, 8° 1′ 35″ O | Stall                    | Der Fachwerkstall wurde 2017 abgebrochen und aus dem Denkmalverzeichnis gestrichen.                                                                               | 45293946 | BW   |
| Meyerhof 1A 52° 37′ 58″ N, 8° 1′ 35″ O | Speicher                 | Das zweigeschossige Fachwerkgebäude wurde 1782 unter einem Satteldach errichtet. Beide Giebel kragen zweifach vor.                                                | 45293899 | BW   |
| Meyerhof 1A 52° 37′ 57″ N, 8° 1′ 34″ O | Backhaus                 | Das eingeschossige Fachwerkgebäude wurde Ende des 18. Jahrhunderts unter einem Satteldach errichtet. Beide Giebel kragen zweifach vor. Der Backofen ist erhalten. | 45293921 | BW   |

### Gruppe: Hof Kleine Borgstede
Die Gruppe „Hof Kleine Borgstede“ ist eine mehrseitige und umschlossene Hofanlage mit einem hohen Baumbestand. Die Gruppe hat die ID 45304815.

| Lage                                      | Bezeichnung              | Beschreibung | ID       | Bild |
| ----------------------------------------- | ------------------------ | --- | -------- | ---- |
| Röbenstraße 24 52° 38′ 57″ N, 8° 1′ 38″ O | Wohn-/Wirtschaftsgebäude | Das Vierständer-Hallenhaus wurde 1828 unter einem Satteldach errichtet. Der Wirtschaftsgiebel kragt dreifach, der Wohngiebel zweifach vor. | 45304944 | BW   |
| Röbenstraße 24 52° 38′ 56″ N, 8° 1′ 38″ O | Scheune                  | Die Fachwerkscheune mit drei Querdurchfahrten wurde Ende des 19. Jahrhunderts unter einem Satteldach errichtet.                            | 45304966 | BW   |
| Röbenstraße 24 52° 38′ 56″ N, 8° 1′ 39″ O | Stall                    | Die Fachwerkstall wurde unter einem Satteldach errichtet und zwischenzeitlich erheblich verändert.                                         | 45305063 | BW   |
| Röbenstraße 24 52° 38′ 55″ N, 8° 1′ 38″ O | Wagenschauer/Remise      | Das Fachwerkgebäude wurde 1930 unter Verwendung der Hölzer des Vorgängerbaus von 1845 errichtet.                                           | 45304995 | BW   |
| Röbenstraße 24 52° 38′ 56″ N, 8° 1′ 38″ O | Wagenschauer/Remise      | Das Fachwerkgebäude wurde 1930 errichtet.                                                                                                  | 45305028 | BW   |

### Gruppe: Hof Schröder
Die Gruppe „Hof Schröder“ ist eine mehrseitige und umschlossene Hofanlage mit einem hohen Baumbestand. Die Gruppe hat die ID 45305181.

| Lage                                           | Bezeichnung              | Beschreibung | ID       | Bild |
| ---------------------------------------------- | ------------------------ | --- | -------- | ---- |
| Rüsforter Straße 4a 52° 38′ 15″ N, 8° 1′ 14″ O | Wohn-/Wirtschaftsgebäude | Das Zweiständer-Hallenhaus wurde 1733 unter einem Satteldach errichtet. Wohn- und Wirtschaftsgiebel kragen jeweils zweifach vor. | 45305206 | BW   |
| Rüsforter Straße 4a 52° 38′ 16″ N, 8° 1′ 13″ O | Scheune                  | Die Fachwerkscheune mit zwei Querdurchfahrten wurde 1809 unter einem Satteldach errichtet.                                       | 45305246 | BW   |
| Rüsforter Straße 4a 52° 38′ 16″ N, 8° 1′ 14″ O | Scheune                  | Die Fachwerkscheune mit einer Querdurchfahrt und zwei Längsdurchfahrten wurde 1880 unter einem Satteldach errichtet.             | 45305279 | BW   |
| Rüsforter Straße 4a 52° 38′ 16″ N, 8° 1′ 13″ O | Stall                    | Der Fachwerkstall wurde 1924/1925 unter einem Satteldach errichtet.                                                              | 45305304 | BW   |
| Rüsforter Straße 4a 52° 38′ 16″ N, 8° 1′ 16″ O | Backhaus                 | Das Fachwerkgebäude wurde 1897 errichtet. Der Backofen wurde entfernt.                                                           | 45305325 | BW   |

### Gruppe: Hof Meyer-Lyra
Die Gruppe „Hof Meyer-Lyra“ ist eine mehrseitige und umschlossene Hofanlage mit einem hohen Baumbestand. Die Gruppe hat die ID 45305503.

| Lage                                          | Bezeichnung              | Beschreibung | ID       | Bild |
| --------------------------------------------- | ------------------------ | --- | -------- | ---- |
| Rüsforter Straße 22 52° 36′ 53″ N, 8° 1′ 7″ O | Wohn-/Wirtschaftsgebäude | Das Zweiständer-Hallenhaus wurde 1757 unter einem Satteldach errichtet und 1843 umgebaut. Der Wirtschaftsgiebel kragt vierfach, der Wohngiebel dreifach vor. | 45305552 | BW   |
| Rüsforter Straße 22 52° 36′ 54″ N, 8° 1′ 9″ O | Scheune                  | Die Fachwerkscheune aus dem 19. Jahrhundert steht unter einem Satteldach. Beide Giebel kragen dreifach vor.                                                  | 45305602 | BW   |
| Rüsforter Straße 22 52° 36′ 54″ N, 8° 1′ 9″ O | Scheune                  | Die Fachwerkscheune mit Querdurchfahrt wurde 1866 unter einem Satteldach errichtet. Beide Giebel kragen dreifach vor.                                        | 45305634 | BW   |
| Rüsforter Straße 22 52° 36′ 52″ N, 8° 1′ 7″ O | Stall                    | Der Fachwerkstall steht unter einem Satteldach. | 45305721 | BW   |
| Rüsforter Straße 22 52° 36′ 53″ N, 8° 1′ 9″ O | Stall                    | Der Fachwerkstall stand unter einem Satteldach. Er wurde 2017 abgebrochen und dann aus dem Denkmalverzeichnis gestrichen.                                    | 45305769 | BW   |
| Rüsforter Straße 22 52° 36′ 53″ N, 8° 1′ 8″ O | Speicher                 | Der zweigeschossige Fachwerkspeicher wurde Mitte des 19. Jahrhunderts unter einem Satteldach errichtet.                                                      | 45305665 | BW   |
| Rüsforter Straße 22 52° 36′ 54″ N, 8° 1′ 7″ O | Wagenschauer/Remise      | Das Fachwerkgebäude wurde 1910 errichtet. | 45305694 | BW   |
| Rüsforter Straße 22 52° 36′ 52″ N, 8° 1′ 6″ O | Nebengebäude             | Der Fachwerkschuppen steht unter einem Satteldach. | 45305748 | BW   |

### Gruppe: Hof Ottmann (auch: Altmann)
Die Gruppe „Hof Ottmann (auch: Altmann)“ ist eine mehrseitige und umschlossene Hofanlage mit einem Zier- und Nutzgarten und unter einem hohen Baumbestand. Die Gruppe hat die ID 45308433.

| Lage                                        | Bezeichnung              | Beschreibung | ID       | Bild |
| ------------------------------------------- | ------------------------ | --- | -------- | ---- |
| Zum Bergkamp 15a 52° 37′ 54″ N, 8° 1′ 21″ O | Wohn-/Wirtschaftsgebäude | Das Zweiständer-Hallenhaus wurde 1822 unter einem Satteldach errichtet und in den 1950er Jahren umgebaut. Wohn- und Wirtschaftsgiebel kragen jeweils dreifach vor. | 45308458 | BW   |
| Zum Bergkamp 15a 52° 37′ 53″ N, 8° 1′ 20″ O | Scheune                  | Die Fachwerkscheune mit drei Querdurchfahrten steht unter einem Satteldach. Beide Giebel kragen zweifach vor.                                                      | 45308504 | BW   |
| Zum Bergkamp 15a 52° 37′ 54″ N, 8° 1′ 20″ O | Stall                    | Der Fachwerkstall steht unter einem Satteldach. Beide Giebel kragen jeweils zweifach vor.                                                                          | 45308567 | BW   |
| Zum Bergkamp 15a 52° 37′ 53″ N, 8° 1′ 21″ O | Stall                    | Der Fachwerkstall mit Zwerchgiebel wurde Anfang des 20. Jahrhunderts unter einem Satteldach errichtet.                                                             | 45308590 | BW   |
| Zum Bergkamp 15a 52° 37′ 55″ N, 8° 1′ 20″ O | Speicher                 | Der anderthalbgeschossige Fachwerkspeicher steht unter einem Satteldach.                                                                                           | 45308533 | BW   |

### Gruppe: Hof Hoffstall
Die Gruppe „Hof Hoffstall“ ist eine mehrseitige und umschlossene Hofanlage unter einem hohen Baumbestand. Die Gruppe hat die ID 45308774.

| Lage                                        | Bezeichnung              | Beschreibung                                                                                             | ID       | Bild |
| ------------------------------------------- | ------------------------ | --- | -------- | ---- |
| Zum Bergkamp 20a 52° 37′ 49″ N, 8° 1′ 27″ O | Wohn-/Wirtschaftsgebäude | Das Zweiständer-Hallenhaus wurde 1816 unter einem Satteldach errichtet.                                  | 45308802 | BW   |
| Zum Bergkamp 20a 52° 37′ 51″ N, 8° 1′ 27″ O | Scheune                  | Die Fachwerkscheune wurde 1812 errichtet.                                                                | 45308860 | BW   |
| Zum Bergkamp 20a 52° 37′ 49″ N, 8° 1′ 26″ O | Stall                    | Der Fachwerkstall steht unter einem Satteldach.                                                          | 45308918 | BW   |
| Zum Bergkamp 20a 52° 37′ 50″ N, 8° 1′ 25″ O | Speicher                 | Der Fachwerkspeicher von 1671 steht unter einem Satteldach. Das Gebäude wurde auch als Backhaus genutzt. | 45308821 | BW   |
| Zum Bergkamp 20a 52° 37′ 50″ N, 8° 1′ 28″ O | Wagenschauer/Remise      | Der Wagenschauer wurde als Fachwerkkonstruktion errichtet.                                               | 45308898 | BW   |

### Gruppe: Hof Jellmann
Die Gruppe „Hof Jellmann“ ist eine mehrseitige und umschlossene Hofanlage unter einem hohen Baumbestand. Die Gruppe hat die ID 45308553.

| Lage                                      | Bezeichnung              | Beschreibung | ID       | Bild |
| ----------------------------------------- | ------------------------ | --- | -------- | ---- |
| Zum Burbrink 2 52° 38′ 11″ N, 8° 1′ 30″ O | Wohn-/Wirtschaftsgebäude | Das Zweiständer-Hallenhaus wurde 1749 unter einem Satteldach errichtet. Wohn- und Wirtschaftsgiebel kragen jeweils dreifach vor. | 45308651 | BW   |
| Zum Burbrink 2 52° 38′ 13″ N, 8° 1′ 30″ O | Scheune                  | Die Fachwerkscheune mit drei Querdurchfahrten wurde vermutlich um 1881 errichtet.                                                | 45308750 | BW   |
| Zum Burbrink 2 52° 38′ 12″ N, 8° 1′ 29″ O | Wagenschauer/Remise      | Der Wagenschauer wurde als Fachwerkkonstruktion errichtet.                                                                       | 45308683 | BW   |
| Zum Burbrink 2 52° 38′ 12″ N, 8° 1′ 31″ O | Wagenschauer/Remise      | Der Wagenschauer mit Stall wurde als Fachwerkkonstruktion errichtet.                                                             | 45308713 | BW   |

### Gruppe: Hof Greve-Lyre
Die Gruppe „Hof Greve-Lyre“ ist eine dreiseitige Hofanlage unter einem hohen Baumbestand. Die Gruppe hat die ID 45308553.

| Lage                                        | Bezeichnung              | Beschreibung | ID       | Bild |
| ------------------------------------------- | ------------------------ | --- | -------- | ---- |
| Zum Hasebruch 33 52° 37′ 12″ N, 8° 0′ 58″ O | Wohn-/Wirtschaftsgebäude | Das Zweiständer-Hallenhaus wurde 1707 unter einem Satteldach errichtet und 1760 umgebaut. Der Wirtschaftsgiebel kragt dreifach vor. | 45308651 | BW   |
| Zum Hasebruch 33 52° 37′ 12″ N, 8° 0′ 59″ O | Scheune                  | Die Fachwerkscheune mit drei Querdurchfahrten steht unter einem Satteldach. Die Giebel kragen jeweils dreifach vor.                 | 45308271 | BW   |
| Zum Hasebruch 33 52° 37′ 13″ N, 8° 0′ 56″ O | Backhaus                 | Das Fachwerkgebäude wurde 1891 unter einem Satteldach errichtet. Der Backofen ist erhalten.                                         | 45308394 | BW   |
| Zum Hasebruch 33 52° 37′ 13″ N, 8° 0′ 57″ O | Wagenschauer/Remise      | Das Fachwerkgebäude mit Zwerchgiebel wurde 1890 unter Verwendung von Hölzern von 1727 errichtet.                                    | 45308342 | BW   |

### Einzeldenkmale
| Lage                                             | Bezeichnung              | Beschreibung | ID       | Bild |
| ------------------------------------------------ | ------------------------ | --- | -------- | ---- |
| Heller Weg 11b 52° 37′ 17″ N, 8° 1′ 57″ O        | Wohn-/Wirtschaftsgebäude | Das Zweiständer-Hallenhaus wurde 1738 als Heuerhaus für den Hof Kahmann unter einem Satteldach errichtet. | 45258678 | BW   |
| Heller Weg 13c 52° 37′ 19″ N, 8° 1′ 32″ O        | Wohn-/Wirtschaftsgebäude | Das zweifache Zweiständer-Hallenhaus wurde 1827 als Doppelheuerhaus für den Hof Giese unter einem Satteldach errichtet. Beide Giebel kragen zweifach vor.                                                               | 45261174 | BW   |
| Jammerstraße 26 52° 38′ 23″ N, 8° 2′ 7″ O        | Wohn-/Wirtschaftsgebäude | Das Zweiständer-Hallenhaus wurde 1784 auf dem Hof Kleine Landwehr unter einem Satteldach errichtet. Der Wirtschaftsgiebel kragt dreifach, der Wohngiebel zweifach vor.                                                  | 45261248 | BW   |
| Röbenstraße 14a 52° 38′ 42″ N, 8° 1′ 41″ O       | Wohn-/Wirtschaftsgebäude | Das Zweiständer-Hallenhaus wurde 1758 als Heuerhaus für den Hof Karrenkamp unter einem Satteldach errichtet. Der Wirtschaftsgiebel kragt dreifach, der Wohngiebel zweifach vor.                                         | 45294799 | BW   |
| Röbenstraße 25 52° 38′ 43″ N, 8° 1′ 33″ O        | Wohn-/Wirtschaftsgebäude | Das Zweiständer-Hallenhaus wurde 1849 unter Verwendung von Hölzern eines Vorgängerbaus von 1665 auf dem Hof Röbe sive Lücken unter einem Satteldach errichtet. Wohn- und Wirtschaftsgiebel kragen jeweils zweifach vor. | 45305129 | BW   |
| Rüsforter Straße 13 52° 37′ 30″ N, 8° 1′ 19″ O   | Wohn-/Wirtschaftsgebäude | Das Zweiständer-Hallenhaus wurde auf dem Hof Giese unter einem Satteldach errichtet. Der Wirtschaftsgiebel kragt vierfach vor.                                                                                          | 45305409 | BW   |
| Rüsforter Straße 28 52° 37′ 34″ N, 8° 1′ 16″ O   | Wohn-/Wirtschaftsgebäude | Das Zweiständer-Hallenhaus wurde 1838 auf dem Hof König unter einem Satteldach errichtet. Wohn- und Wirtschaftsgiebel kragen jeweils dreifach vor.                                                                      | 45305451 | BW   |
| Rüsforter Straße 42 52° 37′ 36″ N, 8° 1′ 14″ O   | Wohn-/Wirtschaftsgebäude | Das Zweiständer-Hallenhaus wurde 1775 als Heuerhaus für den Hof Meyer zu Wedel unter einem Satteldach errichtet. | 51674355 | BW   |
| Wehdelerfeldstraße 7c 52° 38′ 40″ N, 8° 2′ 35″ O | Wohn-/Wirtschaftsgebäude | Das Zweiständer-Hallenhaus wurde 1748 unter einem Satteldach errichtet und als Heuerhaus für den Hof Beuke 1850 hierher versetzt worden.                                                                                | 35468997 | BW   |
| Wehlburger Weg 1, 2 52° 38′ 42″ N, 8° 0′ 54″ O   | Wohn-/Wirtschaftsgebäude | Das Zweiständer-Hallenhaus wurde 1645 als Heuerhaus für die Wehlburg unter einem Satteldach errichtet. | 35468997 | BW   |
| Wehlburger Weg 3, 3a 52° 38′ 39″ N, 8° 0′ 51″ O  | Wohn-/Wirtschaftsgebäude | Das Zweiständer-Hallenhaus wurde unter Verwendung von Hölzern, die aus den Jahren 1480, 1560 und 1630 stammen, um 1700 als Heuerhaus für die Wehlburg unter einem Satteldach errichtet.                                 | 35499242 | BW   |
| Zum Bergkamp 20b 52° 37′ 53″ N, 8° 1′ 16″ O      | Wohn-/Wirtschaftsgebäude | Das Zweiständer-Hallenhaus wurde 1767 als Heuerhaus für den Hof Hoffstall unter einem Satteldach errichtet. Der Wirtschaftsgiebel kragt zweifach vor.                                                                   | 45308844 | BW   |

### Ehemalige Gruppe: Hof Hardt (ehemals Wallmann)
Die Gruppe „Hof Hardt (ehemals Wallmann)“ wurde 1986 schon wegen der Veränderungen im Denkmalverzeichnis auf das Hauptgebäude reduziert. Als dieses abbrannte, wurde 1998 eine vollständige Streichung vorgenommen. Die Gruppe hatte die ID 45308119

| Lage                                   | Bezeichnung              | Beschreibung | ID       | Bild |
| -------------------------------------- | ------------------------ | --- | -------- | ---- |
| Märschweg 21 52° 37′ 41″ N, 8° 1′ 0″ O | Wohn-/Wirtschaftsgebäude | Das Vierständer-Hallenhaus wurde aus einem Vorgängergebäude von 1724 errichtet. Umbauten erfolgten 1855 und 1933. Wohn- und Wirtschaftsgiebel kragten jeweils dreifach vor. 1998 brannte das Gebäude ab und wurde beseitigt. | 45309506 | BW   |

### Ehemalige Baudenkmale
| Lage                                             | Bezeichnung              | Beschreibung | ID       | Bild |
| ------------------------------------------------ | ------------------------ | --- | -------- | ---- |
| Hasedeich 52° 37′ 42″ N, 8° 0′ 18″ O             | Schleusenanlage          | Die Hase-Schleuse war Teil der Melioration des Artlandes bei der Be- und Entwässerung. Mit den Erneuerung und Sanierung wurde die historische Anlage beseitigt und ab 2003 nicht mehr im Denkmalverzeichnis geführt. | 42163537 | BW   |
| Burlager Weg 5b 52° 36′ 48″ N, 8° 2′ 27″ O       | Wohn-/Wirtschaftsgebäude | Das Zweiständer-Hallenhaus wurde unter einem Satteldach errichtet. Wegen der Veränderungen wurde das Gebäude ab 1986 nicht mehr im Denkmalverzeichnis geführt. | 51675934 | BW   |
| Burlager Weg 23 52° 36′ 48″ N, 8° 2′ 0″ O        | Hofanlage                | Die geschlossene Hofanlage Landwehr mit Wohn-/Wirtschaftsgebäude von 1752, Scheune mit drei Querdurchfahrten, Backsteinstall und Wagenschauer von 1907 steht unter einem hohen Baumbestand. Als das Hauptgebäude 1992 abbrannte, wurde die Anlage aus dem Denkmalverzeichnis gestrichen.                                   | 45256260 | BW   |
| Dinklager Straße 35 52° 38′ 17″ N, 8° 1′ 34″ O   | Hofanlage                | Die mehrseitige und umschlossene Hofanlage Beuke unter einem hohen Baumbestand besteht aus einem Wohn-/Wirtschaftsgebäude, einer Scheune und einer weiteren Scheune mit Stall, Speicher, Stall von 1890 und einem Wagenschauer. Wegen der Veränderungen wurde die Anlage ab 1986 nicht mehr im Denkmalverzeichnis geführt. | 51678169 | BW   |
| Heller Weg 11c 52° 37′ 22″ N, 8° 2′ 23″ O        | Wohn-/Wirtschaftsgebäude | Das Zweiständer-Hallenhaus wurde 1712 als Heuerhaus für den Hof Kahmann unter einem Satteldach errichtet und 1892 umgebaut. Wegen der Veränderungen wurde das Gebäude ab 2019 nicht mehr im Denkmalverzeichnis geführt. | 45261123 | BW   |
| Jammerstraße 30 52° 38′ 24″ N, 8° 2′ 3″ O        | Hofanlage                | Die Hofanlage besteht aus Wohn-/Wirtschaftsgebäude, Scheune, Stall und Wagenschauer sowie einer Zufahrt durch ein Torhaus. Wegen der Veränderungen wurde die Anlage ab 1986 nicht mehr im Denkmalverzeichnis geführt. | 51676033 | BW   |
| Meyerhof 52° 38′ 2″ N, 8° 1′ 58″ O               | Wohn-/Wirtschaftsgebäude | Das Zweiständer-Hallenhaus wurde als Heuerhaus für den Hof Meyer zu Wedel unter einem Satteldach mit Reetdeckung errichtet. Vor 2017 wurde es ungenehmigt abgebrochen und sodann aus dem Denkmalverzeichnis gestrichen. | 45294729 | BW   |
| Lechterker Straße 17a 52° 38′ 30″ N, 8° 1′ 17″ O | Wohn-/Wirtschaftsgebäude | Das Zweiständer-Hallenhaus wurde als Heuerhaus 1834 errichtet. Wegen der Veränderungen wurde die Anlage ab 1982 nicht mehr im Denkmalverzeichnis geführt. | 36995046 | BW   |
| Wehlburger Weg 52° 38′ 39″ N, 8° 0′ 49″ O        | Brücke                   | Die hölzerne Brücke führte einstmals zur Hofanlage Wehlburg, die 1972 in das Museumsdorf Cloppenburg transloziert wurde. Die Brücke wurde zwar 1989 noch als Denkmal angesehen, nachfolgend hingegen nicht mehr. | 45308280 | BW   |
| Röbenstraße 14b 52° 38′ 50″ N, 8° 1′ 38″ O       | Wohn-/Wirtschaftsgebäude | Das Zweiständer-Hallenhaus wurde um 1700 unter einem Satteldach errichtet. Der Wirtschaftsgiebel kragte zweifach, der Wohngiebel einfach vor. 2016 wurde das Gebäude abgebrochen und aus dem Denkmalverzeichnis gestrichen.                                                                                                | 45294870 | BW   |
| Rüsforter Straße 39 52° 36′ 46″ N, 8° 1′ 31″ O   | Hofanlage                | Die mehrseitige und umschlossene Hofanlage Boske besteht aus einem Wohn-/Wirtschaftsgebäude, einer Scheune, einem Wagenschauer, einem Backhaus und der Hofeinfahrt. Wegen der Veränderungen wurde die Anlage ab 1986 nicht mehr im Denkmalverzeichnis geführt.                                                             | 51675158 | BW   |